# پارک ملی مونخایرخان
پارک ملی مونخایرخان (به لاتین: Munkhkhairkhan National Park) یک پارک ملی در مغولستان است که در استان بایان-اولگی و استان خاود واقع شده‌است.